# Све што желим
Све што желим (такође под називом Мало нешто за твој рођендан)   је америчка романтична комедија из 2017. коју је написала и режирала Сузан Волтер са Шерон Стоун (која је такође била продуцент), Тонијем Голдвином, Фамке Јансен и Елен Берстин. То је Волтерин редитељски деби. 

## Опис филма
Сена Бергес (Шерон Стоун), дизајнерка одеће, очајнички жели да пронађе своју сродну душу. Упркос сталним покушајима да се бави својом страшћу за модним дизајном, Сена иде путем неодговорног понашања, мењања посла и повремених веза са млађим мушкарцима. Чини се да је Сени све измакло контроли све до њеног 46. рођендана на којој упознаје Адама (Тони Голдвин).

## Глумци
- Шерон Стоун као Сена Бергес, Селијина ћерка
- Тони Голдвин као Адам
- Елен Берстин као Селија Бергес, Сенина мајка
- Фамке Јансен [4] као Ванеса
- Лиза Лапира [5] као Дарла
- Ерика Еш [6] као Ники
- Кејтлин Фицџералд као Алисон
- Жил Марини [7] као Жан-Мишел
- Џејсон Гибсон као Стив [8]

## Производња
Волтерин сценарио је уврштен на Црну листу 2008. 
Снимање је почело у октобру 2016. 

## Издање
Филм је премијерно приказан у Лос Анђелесу 3. маја 2017.  
Филм је објављен на ДВД-у 1. маја 2018. године.

## Пријем
На веб локацији агрегатора рецензија Rotten Tomatoes, филм има оцену одобравања од 16%, на основу 19 рецензија, и просечну оцену од 4,2/10.  На Метакритик-у, филм има просечну оцену од 49 од 100, на основу 9 критичара, што указује на „мешовите или просечне критике“. 
Кејти Волш из Лос Анђелес Тајмса дала је позитивну рецензију филму и написала: „Стоун је имала праве инстинкте у вези са том улогом — она се лепо понаша у Сени, а њена изведба учвршћује светло као ваздух Све што желим. То је савршена улога за њу да зарије зубе, секси и забавна, али она у лик уноси осећај праве интелигенције и душе. То је права звездана моћ.“ 
Тео Багби из Њујорк тајмса критиковао је сценарио филма, назвавши га "генеричким". 